# Hydropsyche valkanovi
Hydropsyche valkanovi är en nattsländeart som beskrevs av Kumanski 1974. Hydropsyche valkanovi ingår i släktet Hydropsyche och familjen ryssjenattsländor. Inga underarter finns listade i Catalogue of Life.